# Valderrama
Valderrama (Bayan ng Valderrama) är en kommun i Filippinerna. Kommunen ligger på ön Panay, och tillhör provinsen Antique. Folkmängden uppgår till 19 124 invånare år 2015.

## Barangayer
Valderrama är indelat i 22 barangayer.
| - Bakiang - Binanogan - Borocboroc - Bugnay - Buluangan I - Buluangan II - Bunsod - Busog - Cananghan - Canipayan - Cansilayan | - Culyat - Iglinab - Igmasandig - Lublub - Manlacbo - Pandanan - San Agustin - Takas (Pob.) - Tigmamale - Ubos (Pob.) - Alon |